# Jolande Jacobi
Jolande Jacobi (Budapest, 25 marzo 1890 – Zurigo, 1º aprile 1973) è stata una psicologa ungherese naturalizzata svizzera e dal 1957 anche austriaca.

## Biografia
Nata Székács da genitori ebrei (suo padre Antal si suicidò nel 1945 a causa delle persecuzioni naziste), sposò a 19 anni Andor Jacobi (1876-1944), avvocato, da cui prese il cognome con il quale è conosciuta. La coppia si convertì al protestantesimo nel 1911. Nel 1926 la Jacobi strinse amicizia con lo scrittore cattolico Albert von Trentini, che la influenzò tanto da convertirsi al cattolicesimo nel 1934.
Visse a Budapest, Zurigo e Vienna. Fu collaboratrice di Carl Gustav Jung dal 1927, quando ebbe modo di conoscerlo, ed ebbe un ruolo importante nel 1948 per la fondazione dell'Istituto C.G. Jung, dove venne considerata e nominata "locomotiva" per l'impegno profuso.
Qualche volta accusata di aver esposto le opere e il pensiero di Jung in modo troppo semplicistico, ne contribuì tuttavia a diffonderne la conoscenza.

## Opere
- La psicologia di C. G. Jung (1942), trad. di Arrigo Vita, Torino: Einaudi (Collezione di studi religiosi, etnologici e psicologici), 1949; Torino: Borighieri, 1965; trad. Arrigo Vita e Ada Cinato, Torino: Bollati Borighieri, 19732 ISBN 978-88-339-0302-6 ISBN 978-88-339-2595-0
- Paracelsus, Selected Writings (a cura di), London: Routledge e Kegan Paul, 1951
- Carl Gustav Jung, Psychological Reflections: An Anthology of the Writings (a cura di), New York: Pantheon Books, 1953, 19712
- Complesso, archetipo, simbolo nella psicologia di C. G. Jung (Komplex archetypus symbol in der psychologie C. G. Jungs, 1957), trad. di Giuseppe Zappone, Torino: Boringhieri, 1971; con saggio introduttivo di Maria Eugenia Spotti, Torino: Bollati Boringhieri, 2004 ISBN 88-339-5755-1
- Simboli di un'analisi individuale (1964), in Carl Gustav Jung, L'uomo e i suoi simboli, trad. Roberto Tettucci, Milano, TEA, 1991, pp. 235-69
- The Way of Individuation, New York: Harcourt, Brace & World, 1967
- Die Seelenmaske: Einblicke in die Psychologie des Alltags, Freifurg: Walter Verlag, 1971
- Masks of the Soul, William B. Eerdmans Publishing Company, 1977
- Dal regno delle immagini dell'anima. Percorsi diretti e vie traverse per giungere a se stessi (Vom Bilderreich der Seele, 1978), trad. Marina Pia Murrau, Roma: Magi, 2003 ISBN 88-88232-29-X